# Prowincja Al-Bajad
Prowincja Al-Bajad (arab. ولاية البيض) – jedna z 48 prowincji Algierii, znajdująca się w północno-zachodniej części kraju.
Prowincja ma powierzchnię ponad 70 tysięcy km². W 2008 roku na jej terenach mieszkało niemal 229 tysięcy ludzi. W 1998 roku w prowincji mieszkało niemal 169 tysięcy ludzi, zaś w 1987 ponad 155 tysięcy osób.